# Lamprostola endochrysis
Lamprostola endochrysis är en fjärilsart som beskrevs av Paul Dognin 1909. Lamprostola endochrysis ingår i släktet Lamprostola och familjen björnspinnare. Inga underarter finns listade i Catalogue of Life.